# Téby Zita
Téby Zita (1984. december 27. –) magyar színművésznő.
2002-es színpadi debütálása óta mintegy fél tucatnyi magyarországi színház több tucatnyi színdarabjában működött közre, de szerepelt jó néhány filmben is. Közreműködött a köztelevízió Hacktion című krimivígjáték-sorozatában, és állandó szereplője volt a Fapad című dokureality-vígjátéksorozatnak.

## Élete és pályafutása
Tizenkét éves kora óta színésznek készült. Több interjújában is elmondta, hogy azokat a szerepeket kedveli igazán, amelyek jól vannak megírva. A színház.hu számára adott interjúban beszélt arról is, hogy az olyan nők állnak közel hozzá, "akiket nem kell megvédeni", illetve "akiket a szerelmen kívül más emberi problémák is foglalkoztatnak".
Színészi tanulmányait 2004 és 2006 között a Keleti István Alapfokú Művészeti Iskolában kezdte. 2006 és 2009 között a Kaposvári Egyetemen tanult színművészet szakon, közben Schilling Árpád és Mundruczó Kornél színművészeti workshopjainak is résztvevője volt. Diplomázás után további két évig Bodó Viktor Szputnyik nevű társulatánál fejlesztette tovább színjátszási ismereteit.

## Magánélete
Családjában nincs más művészember, gyerekkorában a szülei őt is inkább a sport illetve a nyelvek felé orientálták. Fiatalabb korában évekig éltek Németországban, a színművészeti főiskola előtt egy évet járt az ELTE német szakára is, így anyanyelvi szinten beszél németül. Jelenleg Budapesten él, a német mellett felsőfokú angol és középfokú francia nyelvtudással is rendelkezik. Hosszabb ideig versenytáncolt, jelentős táncszínházi gyakorlattal és sportmúlttal is bír: a saját honlapján közzétett adatok szerint profi szinten táncol cha-cha-chát, szambát, szalszát, rock'n'rollt és latin-amerikai táncokat; emellett ugyancsak profi szinten teniszezik és síel. Hangszíne szoprán.

## Fontosabb szerepei

### Színház
- Csongor és Tünde: Tünde – Kecskeméti Katona József Színház, 2015[3]
- A nyugat női: Harmos Ilona – Kecskeméti Katona József Színház, 2014
- A kétfejű fenevad: Lea, Evelin – Kecskeméti Katona József Színház, 2014
- Lüszisztraté: címszerep – Kecskeméti Katona József Színház, 2014
- Naftalin: Terka – Kecskeméti Katona József Színház, 2013
- Mátyásmese: Udvari bolond – Kecskeméti Katona József Színház, 2013
- Szerelem: Böbe – Kecskeméti Katona József Színház, 2013
- Hyppolit: Terka – Budapesti Városi Színház, 2013
- Hangyaboly: Virginia – Kecskeméti Katona József Színház, 2012
- Chioggiai csetepaté: Lucietta – Kecskeméti Katona József Színház, 2012
- Buborékok: Szerafin – Kecskeméti Katona József Színház, 2012
- Amazonok: Theba – Kecskeméti Katona József Színház, 2012
- Egérfogó: Miss Casewell – Kecskeméti Katona József Színház, 2011
- A régi ház: Hosszú Zsófi – Kecskeméti Katona József Színház, 2011
- A férfi a kettes asztalnál: Lena – Schauspiel Köln, 2011
- Cseresznyéskert: Dunyasa – MU Színház, 2011
- Hókirálynő: Helen – MU Színház, 2010
- Élnek, mint a disznók: Rachel – MU Színház, 2010
- Kockavető: Lil – MU Színház, 2010
- Parasztopera: Etelka – Pécsi Nemzeti Színház, 2010
- Tranzit: Légi utaskísérő – Schauspiel Köln, 2010
- Az óra, amikor semmit sem tudtunk egymásról: drogos lány, fiú – Schauspiel Graz, 2010
- Törmelékek: lány – MU Színház, 2010
- Bérháztörténetek: lány – MU Színház, 2009
- Terecske: Gasparina – Zsámbéki Színházi Központ, 2009
- Az ördögök: Johanna – Kaposvári Csíky Gergely Színház, 2009
- Liliom: Julika, Lujza – Kaposvári Csíky Gergely Színház, 2009
- Tavaszi áldozat – Kaposvár, 2008
- Celestina, avagy Calisto és Melibea tragikomédiája: Melibea – Tatabányai Jászai Mari Színház, 2008
- A kulcskeresők: Nelli – Budapest, 2005
- Philadelphia, itt vagyok!: Lizzy – Budapest, 2005
- Medve: Popova – Budapest, 2004
- Fafestmény: Mária – Budapest, 2004
- A tudós nők: Armanda – Budapest, 2003
- A hattyú: Alexandra – Budapest, 2002

### Film
- Vliegende Hollanders (sorozat) :mint Violet Austman - 2020
- Bogaras szülők – 2018–
- Egynyári kaland: Erika, szállodai szobaasszony – 2015
- Fapad: Balák Mónika, légiutas-kísérő – 2014-2015
- Viharsarok: Brigi – Császi Ádám, 2014
- 147 rovás: menyasszony – Madarász István, 2014
- Anti-Social (angolul) – Reg Traviss, 2014
- Chili vagy Mango: Erika – Lőrincz Nándor–Ipacs Gergely, 2013
- Valami kék: Alíz – Zomborácz Virág, 2011
- 180/100: Kata – Lőrincz Nándor–Nagy Bálint, 2011
- Hacktion: Újratöltve – Orosz Dénes, 2011

## Díjai
- Latabár-díj (2013)[7]